# Trust in Chariots

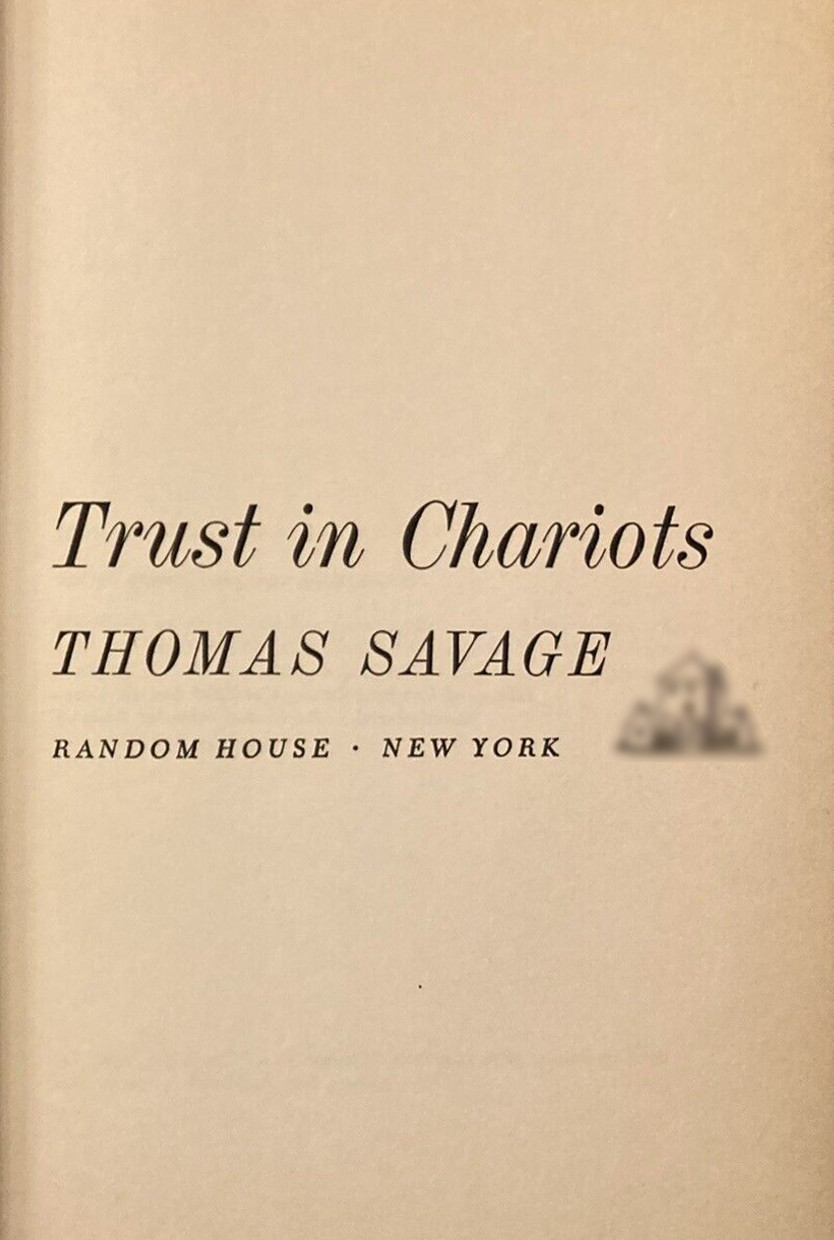
Titelblatt der Erstausgabe aus dem Jahr 1961

Trust in Chariots ist ein Roman des US-amerikanischen Schriftstellers Thomas Savage aus dem Jahr 1961. Es war das vierte Werk Savages und das einzige, das während seiner Schaffenskrise zwischen 1953 und 1967 erschien.

## Handlung
Before the Journey (Pal and Sheldon)
Ruby Forbes lebt in Chicago, verliebt sich in Dick Forbes, Seemann bei der US Navy, und wird von ihm schwanger. Sie bringt den Jungen Hugh, genannt Pal, zur Welt, als Dick im Südpazifik stationiert ist. Dick kehrt aus dem Krieg zurück, zieht bei Ruby ein und versucht sich als Handelsreisender, hat jedoch kaum Erfolg. Dem autobegeisterten Pal versucht er, jeden Wunsch zu erfüllen. Er verspricht ihm zu Weihnachten einen Rolls-Royce-Spielzeugwagen, der 50 Dollar kostet und damit weit über seinem Budget liegt. Er will einem Bahnreisenden seine Pistole verkaufen, um das Geld zusammenzukriegen, wird jedoch als gefährlicher Bewaffneter missverstanden und getötet. Zu dem Zeitpunkt ist Ruby mit Tochter Janie schwanger. Sechs Jahre später wird Janie eingeschult. Pal beginnt im Alter von 15 Jahren eine Ausbildung zum Automechaniker, während die Mutter in einem Café arbeitet; Janie verbringt die Zeit ohne Mutter und Bruder bei der Nachbarin Mrs. Grozier.

Pal freundet sich mit dem Schweden Sven an, der ihm klarmacht, dass man nur seinem Trott entkommen kann, indem man eines Tages plötzlich verschwindet und mit neuer Identität ohne Ballast neu anfängt. Sven verschwindet eines Tages plötzlich; Wochen später erhält Pal eine Postkarte von Sven aus San Francisco. Die Sorge um Janie hält Pal zurück. Diese jedoch entwickelt ein großes Talent für den Stepptanz und Pal erkennt, dass sie so ihren eigenen Weg gehen kann. Mutter Ruby erkrankt unerwartet schwer und verstirbt kurz darauf. Mrs. Grozier bietet an, Pal und Janie bis zum Ende der Schulzeit aufzunehmen. Pal versucht eine Zeitlang, sich und Janie durch Fensterputzarbeiten über Wasser zu halten, scheitert jedoch. Er entschließt sich, heimlich wegzugehen und zu Sven nach San Francisco zu trampen. Janie schreibt er einen Brief, dass er zurückkommen werde.
Weltkriegsveteran Sheldon Owens ist 40, lebt in Boston und arbeitet für eine Versicherungsgesellschaft. Aus dem Krieg ist er mit einem Hinken zurückgekehrt, da ihm Teile der Unterschenkelknochen durch Silberimplantate ersetzt werden mussten; er wurde mit dem Purple Heart ausgezeichnet. Sheldon ist regelmäßiger Blutspender und hat keine Freunde. Sein großer Traum ist jedoch ein gebrauchter schwarzer Rolls-Royce, der bei einem Autohändler zum Verkauf steht und den er oft besucht. Auf einer Büroweihnachtsfeier lernt Sheldon die junge Marianne kennen, in die er sich verliebt. Sie nimmt seinen Heiratsantrag an, auch wenn sie ihn nicht wirklich liebt. Sie ziehen in ein kleines Haus, doch bleibt Marianne Sheldonund auch der Umgebung gegenüber teilnahmslos. Sie kapselt sich ab und sucht keinen Kontakt zu den Frauen des Ortes. Sheldon versucht, sie mit Geschenken zu gewinnen, kommt dabei jedoch nur an seine finanziellen Grenzen. Beim Besuch seines Kollegen Howard Miller flirtet dieser mit Marianne. Sheldon erhält eine anonyme Drohung, besser auf seine Frau aufzupassen. Wenig später findet er eine Zigarettenpackung unter dem Ehebett, die einem Mann gehört. Er stellt Marianne eine Falle und gibt vor, dienstlich über Nacht verreisen zu müssen, kehrt jedoch heimlich nach Hause zurück und erwischt Marianne in flagranti. Sheldon hinterlässt ihr eine kleine Summe Geld und das Haus, kauft sich für 4000 Dollar den geliebten Rolls-Royce und beginnt ohne Ziel gen Westen zu fahren. Seine Identität lässt er dabei zurück: Er hat seine Bankkonten aufgelöst, seine Personaldokumente verbrannt und den Wagen unter falschem Namen zugelassen. Eine Fahrerlaubnis besitzt er nicht.
The Journey (Pal and Sheldon together)
Sheldon fährt über Massachusetts und New York nach Pennsylvania und Ohio, während Pal langsam innerhalb von Illinois vorankommt. An einem Diner endet Pals Glückssträhne, als ein Trucker sich weigert, ihn als Anhalter mitzunehmen. Er geht zu Fuß weiter und trifft so auf Sheldon, der mit seinem Rolls-Royce am Straßenrand steht. Der autounerfahrene Sheldon scheiterte an einer roten Warnleuchte, die ihm signalisierte, dass ein Problem am Generator vorliegt. Pal findet den Fehler und wird von Sheldon mitgenommen. Beide fahren nach Nebraska, wo sie von einem Sturm mit Starkregen überrascht werden. Weil Sheldon die verlorene Zeit aufholen will, rast er und fährt unvorsichtig und gefährlich. Pal erkennt mit der Zeit, dass Sheldon wahnsinnige Züge hat und er ihn verlassen sollte, will jedoch nicht undankbar erscheinen. Tatsächlich versucht Sheldon vor dem Bild seiner Frau im Bett mit einem anderen zu fliehen und vor der Scham, betrogen worden zu sein. Er fängt an, sich eine Zukunft mit Pal auszumalen, wobei beide als Vater und Sohn in San Francisco leben könnten. Von Pal hat er zwischenzeitlich erfahren, dass die Eltern nicht mehr leben. Unweit von Wyoming erzählt Pal Sheldon von seiner kleinen Schwester. Sheldon ist erschüttert, dachte er bisher doch, dass Pal eine erwachsene Schwester hat. Er überzeugt ihn, nach Hause zurückzukehren. Beide begeben sich zum nächsten Flughafen, wo in einer Stunde ein Flug ostwärts gehen soll. Sheldon erkennt, dass auch er zu Marianne zurückgehen will, die bei ihrem Abschied verletzlich und hilflos wirkte. Da Sheldon den Flughafen rechtzeitig erreichen will, fährt er sehr schnell. Auf dem Highway taucht vor ihm aus einer Seitenstraße plötzlich ein Wagen auf, der beim Einlenken auf seine Spur gerät. Sheldon lenkt den Wagen von der Fahrbahn, um einen Zusammenstoß zu verhindern, und fährt in hohem Tempo in die Böschung. Er stirbt. Pal überlebt den Unfall; der Erzähler berichtet, dass es ihm und Janie gut gehe.

## Veröffentlichung
Trust in Chariots war nach The Pass, Lona Hanson und A Bargain With God der vierte Roman, den Thomas Savage veröffentlichte. Er erschien 1961 als einziges Werk Savages bei Random House, da sein Lektor von Simon & Schuster zu Random House gewechselt hatte. In Deutschland wurde Trust in Chariots nicht veröffentlicht (Stand 3/2022).
Der Romantitel bezieht sich auf einen Bibelspruch (Psalms 20:7, Version Modern Spelling Tyndale-Coverdale): „Some put their trust in chariots and some in horses, but we will remember the  name of the Lord our God.“ Auch in seinen beiden folgenden Romanen The Power of the Dog und The Liar griff er für die Titelgebung auf Bibelzitate zurück. Die Gestaltung des Schutzumschlags, auf dem der Bibelvers in Schwarz und Weiß auf rosa Grund und umgeben von gelben Blüten abgebildet ist, stammt von Buchautorin und -illustratorin Ellen Raskin. Die Umschlagrückseite zeigt ein großformatiges Porträtfoto von Van Williams. Savage widmete den Roman seinem Vater („For My Father“).

## Hintergrund

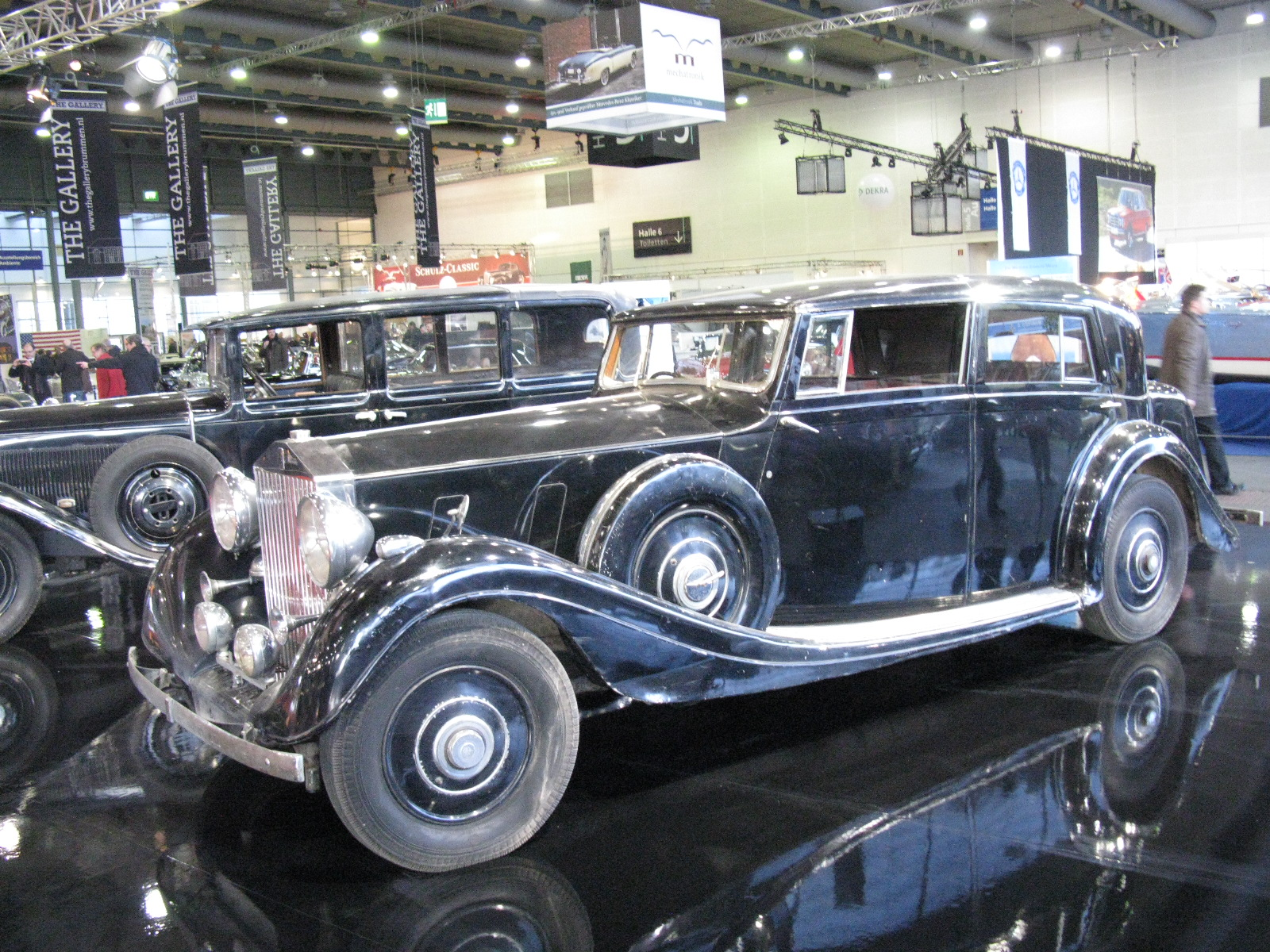
Rolls-Royce Phantom III (1939)

Trust in Chariots entstand während einer Schaffenskrise Savages; so hatte er unzufrieden mit den absatzstarken, aber aus seiner Sicht literarisch anspruchslosen Vorgängerwerken Lona Hanson und A Bargain With God 1953 eine Schaffenspause eingelegt und sich aus dem Literaturbetrieb zurückgezogen. Er konzentrierte sich auf seine Familie und seine drei Kinder (* 1942, * 1943, * 1949) und begann, seine versteckte Homosexualität im Alltag zunehmend sichtbarer werden zu lassen. Dies führte zu Spannungen in der Familie und schließlich einer Affäre mit Schriftsteller Tomie dePaola (1934–2020), für den Savage seine Familie von 1960 bis 1962 verließ. O. Alan Weltzien sieht die Handlung von Trust in Chariots auch als Protest Savages gegen die bzw. seine Ehe und die Reise Sheldons mit Pal als Wunschtraum Savages bzw. eine Vorausdeutung seines Wunsches, den er kurz darauf mit dem 20 Jahre jüngeren dePaola umsetzte. Die Veröffentlichung des Romans zelebrierten Savage und dePaola im Sommer 1961 mit einer gemeinsamen Fahrt in einem Morgan Plus 4 quer durch die Vereinigten Staaten. Erst 1967 erschien mit The Power of the Dog der nächste Roman Savages, in dem er unter anderem die Trennung von dePaola verarbeitete.
Trust in Chariots war nach A Bargain With God der zweite Roman, den Savage im amerikanischen Osten ansiedelte. Die Handlung besteht aus zwei Teilen: Book One: Before the Journey umfasst 13 Kapitel und Book 2: The Journey neun Kapitel. Die Idee zum Roman erhielt Savage durch eigene Fahrten in den 1950er-Jahren von Boston nach Montana und zurück. Seit 1952 war Savage im Besitz eines Rolls-Royce Phantom III. Im Sommer 1952 wurde er während einer Fahrt im Rolls-Royce Zeuge eines schweren Verkehrsunfalls, der ihn zum Finale des Romans inspirierte.
Savage war ein bekennender Autoliebhaber und verarbeitete dies intensiv im Roman. Während seiner Zeit in Boston Ende der 1940er- bis Anfang der 1950er-Jahre war Savage Mitglied im Oldtimerverein VMCCA, die regelmäßige Treffen am Larz Anderson Auto Museum in Brookline veranstalteten. Zu der Zeit besaß Savage einen Franklin aus dem Jahr 1922, fuhr anschließend einen 1939 Packard Twelve, der in Trust in Chariots als Blumenwagen bei einer Beerdigung dient, sowie ab 1952 den Rolls-Royce Phantom III, der auf der 1939 New York World’s Fair gezeigt worden war.
Für Savage war der Rolls-Royce noch 1989 das beste Auto der Welt: „Wenn du keinen Rolls[-Royce] haben kannst, kannst du auch irgendwas anderes haben, es spielt dann keine Rolle. […] Es gibt nur ein Auto und das ist der Rolls-Royce.“ Auch Pals Vater Dick Forbes konstatiert in Trust in Chariots: „You know, the best car in the world is a Rolls-Royce?“. Sheldon Owens weist später einen Bekannten zurecht, dass es nicht „‚sowas‘ wie einen Rolls-Royce“ gäbe. Auch in seinem 1974 erschienenen Roman A Strange God nannte Savage den Rolls-Royce „bestes Auto der Welt“. Andere Autos wertet Sheldon ab, so ist für ihn ein neuer Buick „a piece of shiny junk“ („ein Stück glänzender Müll“). Besondere Abneigung lässt Savage in seinem Roman gegenüber Cadillacs deutlich werden, so hasst Pal Cadillacs, weil sie „in der Vorstellung von Dummköpfen irgendwie den Platz besserer Autos an sich gerissen“ haben. An anderer Stelle heißt es, dass es beim Fahren eines Cadillacs egal sei, ob man 50 oder 60 Jahre alt ist. Savage selbst empfand Cadillacs als Mainstream, den er ablehnte.

## Rezeption
Kirkus Reviews nannte Trust in Chariots eine Geschichte, die wie der Vorgängerroman A Bargain With God „große Herzenswärme und großen Glauben hat, um einem gewöhnlichen Leben, das sonst zum Scheitern verurteilt wäre, einen erneuten Auftrieb zu geben“. Die New York Times konstatierte, dass der Roman wie die vorherigen Savages von einem „unerschwelligen, sehnsüchtigen Optimismus in Bewegung gehalten wird, der den Glauben an das ultimative Selbst predigt“, und nannte den Schreibstil „direkt, klar und (man muss es sagen) sentimental“. The Hudson Review stellte fest, dass Savage im Roman seine Fähigkeiten zeige, indem er zunächst ein Ehedesaster und anschließend einen wunderbaren Spaß in einem Rolls-Royce quer durch Amerika heraufbeschwöre. Roger Sale nahm Auszüge aus Trust in Chariots in seinen Essay über Unknown Novels auf, der 1973 im American Scholar erschien. Die Passagen dienten dabei als Beispiel für Savages Können, wenn es um die Darstellung der Unausweichlichkeit des Schicksals, der gesellschaftlichen Fixiertheit von Menschen in ihrem Lebensraum und ihrer Umwelt und die damit verbundene Engstirnigkeit und Verstocktheit von Menschen sowie konsequentes Schreiben hin zum vorzeitigen Tod einer Person geht. Sale nannte Trust in Chariots in dem Zusammenhang einen der besseren Romane Savages, wobei der beste The Power of the Dog sei.
Savage selbst nahm in seinem autobiografischen Roman Mein Bruder – meine Schwester Bezug auf Trust in Chariots: „Er [der eigene Rolls-Royce] spielt in einem Roman, den ich über die Suche eines ruinierten Mannes nach der Vollkommenheit geschrieben habe, eine Rolle“. Er hielt Trust in Chariots für seinen bis dahin besten Roman, nannte ihn das Lieblingsbuch seiner Frau Elizabeth Savage und bezeichnete ihn als den aus seiner Sicht am schwersten zu schreibenden Roman. Erst rückblickend empfand Savage Trust in Chariots als ein „sehr merkwürdiges Buch“.
Die Saturday Evening Post veröffentlichte das erste Kapitel des Romans als Kurzgeschichte. Die Bezahlung dafür war laut Savage der einzige Gewinn, den er mit dem Buch erzielte.